# Hecken- und Schlehengäu, Gemarkung Gechingen
Hecken- und Schlehengäu, Gemarkung Gechingen ist ein Landschaftsschutzgebiet  im Landkreis Calw (Schutzgebietsnummer 2.35.043). 

## Lage und Beschreibung
Das Landschaftsschutzgebiet entstand durch Verordnung des Landratsamts Calw vom 6. Februar 1985. Es umfasst große Teile der Gemarkung der Gemeinde Gechingen und erstreckt sich daher auch rund um den Ort. Es gehört zum Naturraum 122-Obere Gäue innerhalb der naturräumlichen Haupteinheit 12-Neckar- und Tauber-Gäuplatten und liegt im Naturpark Schwarzwald Mitte/Nord. Teile der FFH-Gebiete Nr. 7218-341 Calwer Heckengäu und 7319-341 Gäulandschaft an der Würm liegen im Gebiet. Drei Teilgebiete des Naturschutzgebiets 2226 - Würm-Heckengäu werden vom Landschaftsschutzgebiet umschlossen.

## Schutzzweck
Wesentlicher Schutzzweck gemäß Schutzgebietsverordnung ist die Erhaltung der für das Hecken- und Schlehengäu typischen Landschaft des Hauptmuschelkalkes mit der von Heckenzügen, Steinriegeln, Streuobstanlagen und Laubholzwäldern durchsetzten Feld- und Wiesenflur. Aus ökologischen Gründen und im Interesse der Erholungsvorsorge soll diese Landschaft in ihrer reichen Gliederung bewahrt und Eingriffe, die den Naturhaushalt und seine Regenerationsfähigkeit schädigen oder das Landschaftsbild verunstalten, vermieden werden. Diese Landschaft soll insbesondere, soweit nicht für privilegierte landwirtschaftliche Betriebe unbedingt notwendig, von baulichen Anlagen jeglicher Art freigehalten und wegen ihres Erlebnis- und Erholungswertes nicht umgenutzt und unter Verzicht auf Einfriedigungen offengehalten werden.